# Jörg Baberowski
Jörg Baberowski (Radolfzell am Bodensee, 24 de marzo de 1961) es un historiador e investigador alemán sobre la violencia. Ha sido profesor de historia de Europa oriental en la Universidad Humboldt de Berlín desde 2002. Baberowski se especializa en la historia de la Unión Soviética y el terror estalinista.

## Biografía
El abuelo paterno de Baberowski procedía de lo que hoy es Polonia y llegó a finales del siglo XIX como soldado a Alemania. El padre de Baberowski creció en Renania. La familia materna proviene de un ambiente estrictamente católico en Paderborn.  Jörg Baberowski está casado con una mujer iraní, que luego de la revolución iraní a la República Federal de Alemania en los años 1980. 
Como estudiante, Jörg Baberowski participó en la Liga Comunista de Alemania Occidental (KBW).   Después de graduarse en la escuela secundaria Campe-Gymnasium en Holzminden en 1982, Jörg Baberowski estudió historia y filosofía en la Universidad de Gotinga de 1982 a 1988, entre otros con el historiador de Europa Oriental Manfred Hildermeier. Baberowski aprendió de forma autodicáctica el idioma ruso. Su tesis de maestría versó sobre la justicia política en el imperio ruso. 

### Fráncfort y Tubinga
Desde 1989, Baberowski fue asistente de investigación en el Departamento de Historia de Europa Oriental de la Universidad Johann Wolfgang Goethe. En el invierno de 1993 se doctoró en la Facultad de Historia con una tesis dirigida por Dietrich Beyrau y Manfred Hildermeier.  En 1994 se trasladó como asistente al Instituto de Historia y Estudios Regionales de Europa Oriental de la Universidad de Tubinga, donde en julio de 2000 trabajó en la obra Auf der Suche nach Eindeutigkeit. Zivilisatorische Mission, Nationalismus und die Ursprünge des Stalinismus in Azerbajdžan 1828–1941 (En busca de claridad. La misión civilizadora, el nacionalismo y los orígenes del estalinismo en Azerbajdžan 1828-1941), con la cual logró la habilitación.  En 2001 recibió el premio Venia legendi por su historia de Europa Oriental.  Durante varias estancias de investigación realizó estudios de archivos, entre otros en Azerbaiyán, Finlandia y Rusia.

### Leipzig y Berlín
En abril de 2001, Jörg Baberowski asumió la cátedra suplente de Historia de Europa Oriental en la Universidad de Leipzig. Desde octubre de 2002 ocupa la cátedra de Historia de Europa Oriental en el Instituto de Historia (IfG) de la Universidad Humboldt de Berlín, que dirigió desde 2004 hasta febrero de 2006, y como director general en 2008/09. De 2007 a 2013 fue portavoz del Centro de investigación colaborativa 640 „Repräsentationen sozialer Ordnungen im Wandel“ (Representaciones de órdenes sociales en cambio). En 2008/09 fue vicedecano y en 2009/10 decano de la Facultad de Filosofía I. Fue miembro del Foro de Iniciativas de Excelencia,  y de 2012 a 2015 fue Presidente del Foro de Humanidades. De 2004 a 2006 y de 2007 a 2009 fue presidente de la asociación de apoyo al Instituto de historia.

## Actividades académicas
De 2017 a 2019, Baberowski trabajó en la (finalmente fallida) creación de un Zentrum für Diktaturforschung (centro para la investigación de dictaduras) en la Universidad Humboldt. Para ello, junto con y en la filial de la Bundesstiftung zur Aufarbeitung der SED-Diktatur (Fundación Federal para la Comprensión de la Dictadura del SED), organizó junto con Michael Wildt en octubre de 2017 la conferencia Diktaturen als alternative Ordnungen (Dictaduras como órdenes alternativos) como conferencia inaugural de la red interdisciplinaria para la investigación comparada sobre dictaduras en la Universidad Humboldt de Berlín.  
Es miembro de los consejos asesores científicos del Memorial Berlín-Hohenschönhausen, del Zentrum gegen Vertreibungen (Centro contra las Expulsiones) y de la Fundación Federal para la Lucha contra la Dictadura del SED, así como de los consejos asesores de publicaciones del Instituto Goethe y del  Comité de Ciudadanos 15 de enero, y Clio-online. También es miembro del grupo de trabajo sobre historia social moderna, del comité de la Asociación de Historiadores de Alemania y de la escuela de investigación "La Primera Guerra Mundial y los conflictos del orden europeo de posguerra (1914-1923)" en la Centro de Investigación sobre el Antisemitismo de la Universidad Técnica de Berlín.
Es coeditor de las siguientes series y revistas especializadas: Veröffentlichungen und Kriegsfolgen-Forschung des Ludwig-Boltzmann-Instituts für Kriegsfolgen-Forschung, Studien zur Gewaltgeschichte des 20. Jahrhunderts, Ordnungssysteme – Studien zur Ideengeschichte der Neuzeit, Beiträge zur Geschichte Osteuropas, Jahrbuch für Historische Kommunismusforschung, Jahrbücher für Geschichte Osteuropas, Forschungen zur Osteuropäischen Geschichte, Zeitschrift für Moderne Europäische Geschichte, Zeithistorische Forschungen, Kritika – Explorations in Russian and Eurasian History und Eigene und Fremde Welten – Repräsentationen sozialer Ordnung im Vergleich und Ab Imperio – Issledovanija po novoj imperskoj istorii i nacionalizmu v postsovetskom prostranstve.
Baberowski escribió una columna en el Basler Zeitung desde principios de 2016 hasta principios de 2018. 

## Obras

### Disertación
Jörg Baberowski cuestionó en su disertación el estado actual de los conocimientos sobre la reforma judicial rusa de 1864 y la evolución jurídica posterior. Si bien muchos historiadores del imperio ruso creían que los abogados conservadores y los políticos de derecha finalmente habían prevalecido en el imperio y provocaron con ello la revolución de 1917, él enfatizó que las reformas de 1864 se caracterizaron por el idealismo y fueron una carga excesiva para un país atrasado; las llamadas contrarreformas de Alejandro III fueron, por lo tanto, una adaptación de la modernización a las condiciones de atraso de Rusia. 

### Crítica a la investigación de la historia de Europa Oriental.
En 1998  constató el fin de la disciplina de la historia de Europa Oriental. Después del fin de la Unión Soviética y del Pacto de Varsovia, vio una oportunidad para superar lo que consideraba numerosos déficits, el aislamiento de la disciplina académica y lo que consideraba métodos atrasados, reintegrándola a las correspondientes tendencias dela historia moderna y contemporánea. En torno al artículo surgió un debate controvertido, especialmente en la revista Osteuropa, sobre la posición de la investigación de Europa Oriental en Alemania.     Las contribuciones al debate se publicaron en la antología ¿Hacia dónde se dirige la investigación en Europa Oriental? publicado. 

### Teoría de la modernidad
El principal tema académico de Baberowski es el estalinismo en la Unión Soviética. Con este fin, presentó por primera vez, en su tesis de habilitación sobre el estalinismo en el Cáucaso, publicada como libro con el título Der Feind ist überall (El enemigo está en todas partes),  su primera interpretación general de la historia del estalinismo. Así como luego, en Der rote Terror (El terror rojo, 2003),  una teoría basada principalmente en la interpretación orientada a la modernidad de Zygmunt Bauman. En su influyente libro Moderne und Ambivalenz (Modernidad y ambivalencia),  Bauman destacó los excesos violentos del siglo XX, especialmente el Holocausto, como una tendencia de la modernidad a querer crear claridad en un mundo social que es fundamentalmente ambivalente, complejo y diverso. Contrariamente a teorías anteriores sobre la modernización, Bauman no entendió fundamentalmente la modernidad como una historia positiva de progreso y la violencia que la impregnaba como una recaída o una aberración. Más bien, la violencia y la intolerancia son la consecuencia lógica de una era moderna que quiere lograr órdenes radicalmente claros. 
Baberowski explicó el reinado de terror estalinista con este enfoque (entre otros): “La violencia estalinista surgió del deseo de establecer claridad y superar la ambivalencia. Al igual que los modernizadores ilustrados de los ministerios zaristas, los bolcheviques soñaban con órdenes claras en las que se eliminara toda ambigüedad. Para ellos, el Estado era un jardinero que transformaba paisajes salvajes en parques ajardinados simétricamente. […] El socialismo no tenía nada de malo en el proyecto de la modernidad; por el contrario, se consideraba a sí mismo su verdadera perfección.”  En sus escritos, a menudo acentuados, sorprendentes y directos sobre el terror rojo, Baberowski no ve el estalinismo como algo que comenzó en la década de 1930. Las raíces se remontaban más bien al imperio zarista con sus intentos de occidentalización, europeización y disciplinación rápidos. Los bolcheviques continuaron con esto, pero multiplicaron el uso de la violencia. También estaban atrapados en la idea de que las personas que no querían someterse eran enemigos y estaban destinados a la destrucción. Las experiencias violentas de la guerra y la revolución hicieron el resto para alimentar estos excesos permanentes. Las experiencias tradicionales de violencia en las aldeas de Rusia exacerbaron aún más el potencial de violencia. Bajo Stalin, se estableció un sistema integral de clientelismo que permitió al dictador imponer su gobierno sobre un estado de asociación personal (Personenverbandsstaat). 
En este marco explicativo, la ideología del comunismo, interpretada aquí como enfáticamente moderna, también jugó necesariamente un papel importante. Los violentos excesos del estalinismo resultaron precisamente de la ideología comunista de los bolcheviques. Sin embargo, Baberowski también enfatizó los orígenes de muchos gobernantes importantes -entre ellos el propio Stalin- de una cultura de violencia, y la constante perpetuación de esta cultura en las vidas, el simbolismo y el estilo de gobierno de quienes estaban en el poder.  A diferencia de Stéphane Courtois, también señaló que “no todas las formas de gobierno comunista […] eran terroristas”. 
El ensayo de 2006 Ordnung durch Terror. Gewaltexzesse und Vernichtung im nationalsozialistischen und im stalinistischen Imperium (Orden a través del terror. Excesos de violencia y destrucción en los imperios nacionalsocialista y estalinista), que Baberowski presentó junto con Anselm Doering-Manteuffel sobre los excesos de violencia y destrucción en el nacionalsocialismo y el estalinismo,  dio lugar a estudios posteriores sobre la violencia. Este trabajo comparativo no restableció la tesis de Ernst Nolte de que la violencia estalinista era el principio lógico y fáctico de la política de exterminio nazi, que había sido criticada por Jürgen Habermas y desencadenó la disputa de los historiadores, sino que destacó similitudes y peculiaridades claras. Hans Mommsen resumió algunas de las consideraciones centrales del ensayo en un prólogo al mismo. Mientras Jürgen Elvert elogió el trabajo como una síntesis seria de la investigación sobre el nacionalsocialismo y el estalinismo, Jürgen Zarusky criticó, entre otras cosas, una paralelización demasiado esquemática de los motivos y acciones de ambos regímenes. Tampoco se habrían tenido en cuenta acontecimientos violentos importantesrelevantes. 

### Teoría de la violencia
En los años posteriores a El terror rojo se puede observar un nuevo énfasis fundamental en las explicaciones de Baberowski sobre la violencia estalinista. El foco se alejó de la ideología comunista y giró con más fuerza que antes hacia una teoría de la violencia. Durante los años del gobierno estalinista, la violencia fue “el verdadero medio de comunicación de la dirección bolchevique”.  Baberowski también enfatizó el papel del espacio en el ejercicio de la violencia y ubicó la violencia estalinista en espacios alejados del Estado.  Pero estos espacios de violencia, enfatizó ahora Baberowski, precisamente “no eran modernos”: “Stalin y Mao no sólo soñaron con un mundo feliz, sino que procedían del viejo mundo y actuaron como cabría esperar de gobernantes premodernos. Su gobierno no fue ni burocrático ni ordenado. También se podría decir que las fachadas monumentales le dieron a los regímenes totalitarios del siglo XX una cara "ordenada", pero sólo oscurecieron el hecho de que detrás de estas fachadas se libraban guerras premodernas." 
En 2012, Baberowski publicó el Verbrannte Erde. Stalins Herrschaft der Gewalt (Tierra quemada. El reinado violento de Stalin), que explícitamente quería que se entendiera como una revisión de su libro El terror rojo.  En lugar de la ideología comunista, ahora enfatizó la importancia de la personalidad psicopática y la violencia física de Stalin para el gobierno estalinista. Stalin era “la araña en la gran red del terror”, y en segundo lugar el derecho al poder de sus sátrapas, que se afirmaba constantemente mediante el uso de la fuerza en el realmente débil Estado soviético.  El libro fue ampliamente discutido, incluso por un público más amplio, y le valió a Baberowski el Premio de la Feria del Libro de Leipzig en la categoría de no ficción y ensayo. Científicamente fue discutido de manera controvertida, por ejemplo por los autores de un número especial de la revista especializada Osteuropa. 
Otro trabajo publicado en 2015 fue Räume der Gewalt (Espacios de violencia). Aquí el autor planteó la tesis de que la violencia nunca desaparecerá, sino que, en el mejor de los casos, podrá contenerse. No son las ideologías las que son centrales para el ejercicio de la violencia, sino más bien las posibilidades y situaciones. La violencia siempre sigue siendo una opción de acción, especialmente cuando las personas se encuentran en situaciones en las que la violencia no está prohibida, sino más bien requerida o considerada necesaria. En el contexto de este trabajo, Baberowski examinó críticamente las teorías de la violencia de Steven Pinker, Norbert Elias, Zygmunt Bauman, Johan Galtung y Wolfgang Sofsky. Al representar la violencia, para él era importante ser plástico, porque uno aprende poco sobre los efectos de la violencia si no se transmiten como un evento sangriento.  
En el contexto del ataque ruso a Ucrania, Baberowski afirmó que, desde el punto de vista de Vladimir Putin, la violencia tiene una connotación positiva. Para este político, que ve el mundo desde la perspectiva del poder imperial, la guerra es “una oportunidad que uno puede y debe aprovechar si espera obtener algo de ella”. Rusia está destruyendo la infraestructura ucraniana porque Putin sabe que allí no logrará una victoria militar completa. En una entrevista opinó también: "Esta guerra surge de la oposición entre el imperio y el Estado nación. Desde la perspectiva neoimperial de Putin, Ucrania no puede ser independiente porque la considera parte del imperio perdido. Putin es prisionero de esta idea y al comienzo de la guerra creía que los ucranianos simplemente estaban esperando regresar al imperio. Esta es también una cuestión de generaciones. Putin y sus seguidores son soviéticos que crecieron con la idea imperial. Los políticos ucranianos más destacados son más jóvenes y han tenido experiencias diferentes." 

## Controversias
En varios artículos sobre la crisis migratoria en Europa de 2015, Baberowski criticó la política de Angela Merkel y su enfoque unilateral en la cultura acogedora de la sociedad civil alemana. Pidió una política de asilo más restrictiva y una inmigración conforme a las normas de la ley correspondiente. 
También criticó a las “élites de izquierda” que “deciden en Europa occidental lo que se permite decir” y tratan de convencer a “los ciudadanos de que tienen que lidiar con la incertidumbre causada por la globalización, la inmigración masiva y el crimen” que "son el precio de una sociedad abierta”. Esas élites de izquierda no pueden “comprender por qué algunos prefieren el orden a la ausencia de fronteras”, como lo hacen las personas en Europa Oriental que han experimentado “violencia y desorden”. 
Desde que Baberowski invitó al historiador británico y biógrafo de Trotski, Robert Service, a dar una conferencia en su cátedra en 2014, ha estado en conflicto con el partido trotskista escindido el Partido Socialista por la Igualdad (SGP) y su grupo universitario IYSSE en Berlín, quienes lo acusan de posiciones revisionistas y radicales de derecha en una variedad de conferencias y eventos.   En noviembre de 2017, Baberowski perdió un caso ante el Tribunal Regional de Hamburgo contra el SGP, que por lo tanto puede seguir acusando a Baberowski de “falsificar la historia”, porque esta valoración está amparada por el derecho a la libertad de expresión. 
Otro conflicto entre Baberowski y los trotskistas fue reportado en el periódico estudiantil de la Universidad Humboldt, detallando un incidente de enero de 2020 donde el profesor fue grabado derribando los carteles afiliados al SGP  Jóvenes y Estudiantes Internacionales por la Igualdad Social (IYSSE) para las elecciones al parlamento estudiantil y teniendo un altercado físico con un estudiante miembro del grupo. Baberowski fue posteriormente acusado de destrucción de propiedad y lesiones corporales en relación con este suceso. Sin embargo, el caso nunca llegó a juicio, ya que aceptó pagar 4.000 € a un programa social sin ánimo de lucro. El parlamento estudiantil de Humboldt apoyó al IYSSE durante este suceso y aprobó una resolución en 2021 que respaldaba una denuncia disciplinaria presentada contra Baberowski y la presidenta de la Universidad Sabine Kunst en relación con este incidente.
En la primera mitad de 2017, los medios de comunicación también informaron sobre un conflicto entre Baberowski y representantes del Allgemeiner Studierendenausschuss (AStA) de la Universidad de Bremen. Después de protestar contra una conferencia de Baberowski y acusarlo de racismo y radicalismo de derecha en folletos y en Internet,  Baberowski demandó algunas de las declaraciones difundidas por la AStA. Obtuvo una medida preliminar e inicialmente ganó, tras la objeción de la AStA, en primera instancia ante el Tribunal Regional de Colonia el 15 de marzo de 2017.  Cuando se hizo evidente que el Tribunal Regional Superior de Colonia sería la próxima instancia y que fallaría en su contra, Baberowski retiró su demanda el 2 de junio de 2017. La junta directiva y el decano de la Facultad de Filosofía I de la Universidad Humboldt apoyaron a Jörg Baberowski tras la sentencia en primera instancia y también tras la audiencia ante el Tribunal Superior Regional. Su integridad está fuera de toda duda, sus declaraciones científicas son ciertamente controvertidas, pero de ninguna manera radicales de derecha. Varios profesores, en su mayoría del Instituto de Historia (IfG) de la Universidad Humboldt, coincidieron con esta afirmación.  La disputa legal tuvo una respuesta mixta. 
El proyecto de Baberowski de crear un centro interdisciplinario para la investigación de la dictadura en la Universidad Humboldt junto con ocho historiadores y cinco abogados llegó a los titulares después de que en enero de 2019 se compartieran en Twitter citas bastante críticas de dos de los cuatro informes de expertos, rompiendo la confidencialidad.  Inicialmente, la dirección de la universidad suspendió el proceso y cuando quedó claro que cuatro representantes estudiantiles en el Senado Académico se opondrían al proyecto, la facultad de derecho retiró su apoyo. Baberowski retiró entonces la solicitud que él y Anna-Bettina Kaiser habían presentado   A raíz de este escándalo, el historiador acusó a la dirección universitaria de preocuparse más por la publicidad negativa que por la libertad académica. El decanato y sus compañeros destacaron que siempre habían apoyado el proyecto. 
Poco antes de la anexión de Crimea por Rusia en marzo de 2014, Baberowski llamó a Ucrania un "hijo de la política de nacionalidad soviética" en el semanario Die Zeit y se opuso a la idea de que el país fuera un Estado nación del siglo XIX. Por esto fue criticado por varios expertos de Europa Oriental, por ejemplo por Anna Veronika Wendland.  En 2016, el historiador habló de Ucrania como “un conglomerado ensamblado artificialmente”. Su interlocutora, la política del Partido Verde Marieluise Beck, calificó esta observación de inaceptable.  Después de la invasión de las tropas rusas a Ucrania (finales de febrero de 2022), la valoración de Baberowski de que las relaciones entre Ucrania y Rusia sólo podrían lograrse entender en el contexto de la historia común y la idea del imperio soviético -especialmente como patria de los rusos - así como los complejos efectos de su decadencia, fue rechazada por su colega Martin Schulze Wessel.  Baberowski considera que Putin comenzó la guerra porque no tenía opciones, de lo contrario habría sido su fin. Putin debe “girar el tornillo de la escalada hasta que le hagan ofertas”, esta lógica cínica se esconde detrás de la brutalidad de la guerra. Al mismo tiempo, esto también desacredita el objetivo de Putin de ganarse a Ucrania para su “proyecto imperial”.  El historiador Klaus Gestwa criticó una declaración de Baberowski de 2018 en relación con la invasión rusa,   que en una entrevista dijo: “De hecho, deberíamos estar contentos de que Putin esté en el poder. […] En elecciones libres, los neofascistas y comunistas recibirían la mayor cantidad de votos.” 

## Premios
- 2012 Premio de la Feria del Libro de Leipzig  por Verbrannte Erde: Stalins Herrschaft der Gewalt [56]

### En español
- La dictadura del terror de Stalin, SND Editores, 27 de diciembre de 2022, ISBN 978-8418816925